# مكرم عياد
مكرم عياد (ولد في 10 سبتمبر 1973) هو لاعب جودو تونسي مخص في وزن 60كغ.

## وصلات خارجية
- مكرم عياد على موقع JudoInside.com (الإنجليزية)
- مكرم عياد على موقع أوليمبيديا (الإنجليزية)
- مكرم عياد في JudoInside